# Бриантео (стадион)
«Бриантео» (итал. Stadio Brianteo) — стадион, расположенный в итальянском городе Монца, пригороде Милана. В основном используется для проведения футбольных матчей, являясь домашней ареной для одноименной городской команды.

## Краткий обзор стадиона
Арена находится на северо-восточной окраине Монцы и была возведена в качестве замены для прежнего стадиона команды — «Джино Альфонсо Сада», который располагался в центре города, недалеко от вокзала. Строительные работы по возведению арены были начаты после долгих обсуждений с руководством города и продолжались в течение довольно долгого периода времени из-за различных технических трудностей. Архитектором стадиона является Джорджио Баттистони. Официальное открытие поля прошло 28 августа 1988 года матчем в рамках Кубка Италии против «Ромы», который завершился со счетом 2:1 в пользу «Монцы», голы забили Казираги, Джаннини и Манкузо. 
Текущая вместимость стадиона составляет 18 568 человек, рекордная посещаемость была зафиксирована 2 апреля 1989 года на матче Серии В против «Дженоа» (14 142 зрителя).

## Название
С 4 сентября 2020 года по спонсорским соображениям арена также носит название «U-Power Stadium», контракт рассчитан до конца сезона 2020/21.

## Международные матчи
В 2016 году на стадионе состоялся матч между сборными Италии и Уэльса по регби.

## Иные мероприятия
Стадион принимал многие культурные мероприятия, среди прочего — концерты Майкла Джексона и Элтона Джона (1992).